# Linea Nagareyama
La linea Nagareyama (流山線?, Nagareyama-sen) è una breve ferrovia suburbana operata dalla società Ryūtetsu (流鉄株式会社?, Ryūtetsu kabushiki-kaisha) che unisce le stazioni di Mabashi, a Matsudo e di Nagareyama nella città omonima.
Questa è l'unica linea gestita dalla Ryūtetsu, e la particolarità di questa ferrovia è quella di non ricevere alcun sussidio da altre compagnie partecipanti. La piccola ferrovia connette il centro della città di Nagareyama con la linea Jōban della JR East per proseguire per Tokyo. Tuttavia, dopo l'apertura della linea concorrente Tsukuba Express nel 2005, gli utilizzatori della ferrovia sono diminuiti in gran numero.
Presso le stazioni della linea Nagareyama i biglietti elettronici Suica e PASMO non sono accettati, e la compagnia al momento non ha in progetto la loro implementazione.

## Dati principali
- Operatore: Ryūtetsu
- Lunghezza: 5,7 km
- Scartamento: 1067 mm
- Stazioni: 6
- Binari: Interamente a binario singolo
- Elettrificazione: 1,500 V CC a catenaria
- Sistema di blocco: Automatico (ATS)

## Storia

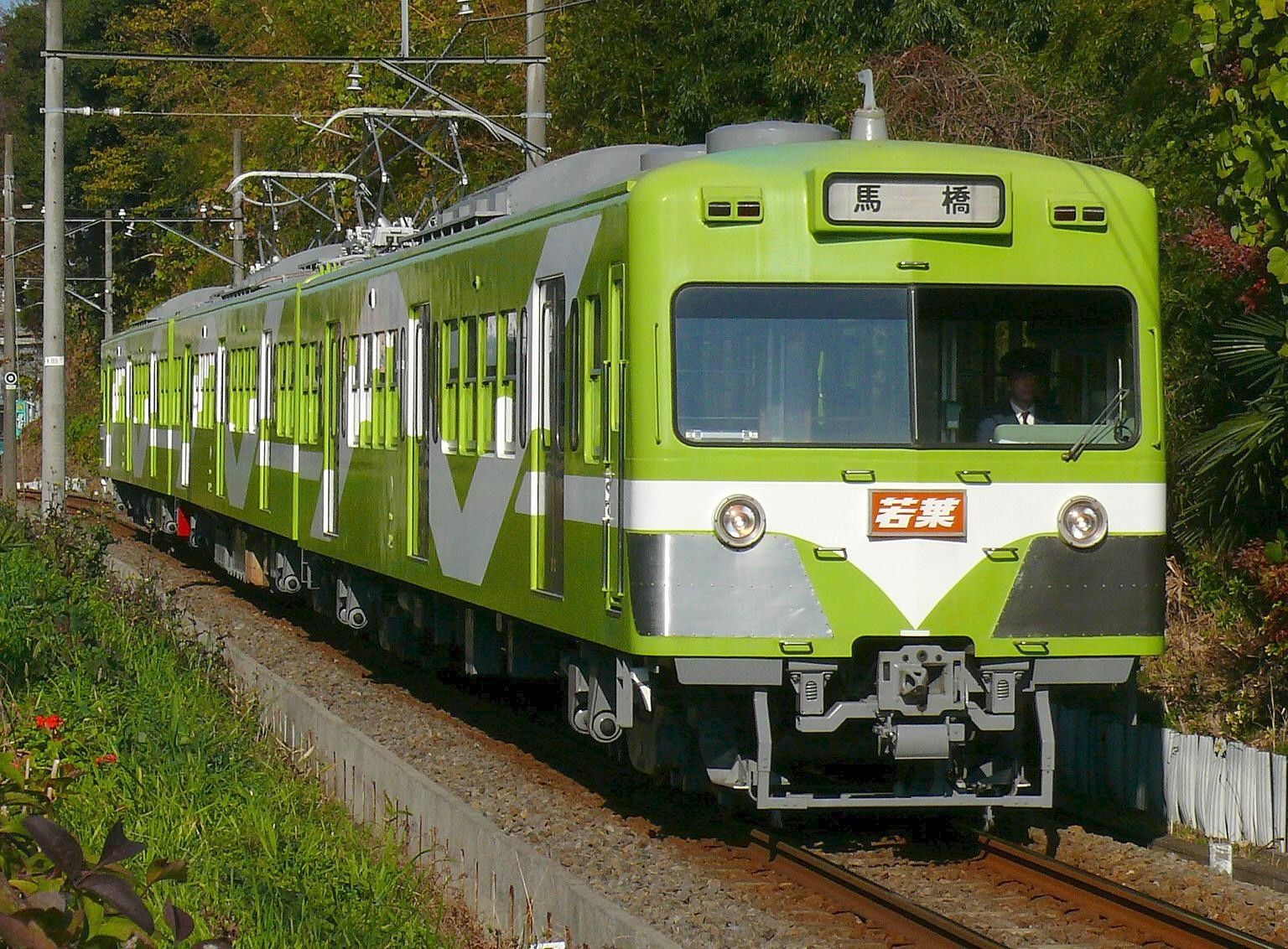
Elettrotreno della serie 2000 Wakaba della Ryūtetsu

La compagnia venne fondata il 7 novembre 1913 come Ferrovia leggera Nagareyama (流山軽便鉄道?, Nagareyama Keiben Tetsudō) e operava su binari a scartamento ridotto di 762 mm. Il nome venne modificato in Ferrovia Nagareyama (流山鉄道?, Nagareyama Tetsudō) nel novembre 1922 e nel 1924 lo scartamento venne modificato a 1067 mm.
Il nome della compagnia cambiò ancora nel 1949, diventando "Ferrovia elettrica Nagareyama" (Nagareyama Denki Tetsudō), (in giapponese abbreviato come Nagareyama Dentetsu dal 1967), quindi "Ferrovia elettrica Sōbu Nagareyama" nel 1971 e infine Ryūtetsu nel 2008.

## Servizi e stazioni
Tutti i treni fermano a tutte le stazioni, le quali si trovano tutte nella prefettura di Chiba.

### Stazioni
| Stazione     | Giapponese | Distanza | Distanza | Collegamenti                               | Posizione  |
| Stazione     | Giapponese | Interst. | Totale   | Collegamenti                               | Posizione  |
| ------------ | ---------- | -------- | -------- | ------------------------------------------ | ---------- |
| Mabashi      | 馬橋       | -        | 0.0      | Linea Jōban                                | Matsudo    |
| Kōya         | 幸谷       | 1.7      | 1.7      | Linea Jōban Linea Musashino (Shin-Matsudo) | Matsudo    |
| Kogane-Jōshi | 小金城趾   | 1.1      | 2.8      |                                            | Matsudo    |
| Hiregasaki   | 鰭ヶ崎     | 0.8      | 3.6      |                                            | Nagareyama |
| Heiwadai     | 平和台     | 1.5      | 5.1      |                                            | Nagareyama |
| Nagareyama   | 流山       | 0.6      | 5.7      |                                            | Nagareyama |

## Tariffe
Il prezzo mostrato è quello per gli adulti. I bambini pagano la metà, con il prezzo arrotondato per eccesso alla decina superiore. Dati del 2007
| Distanza | Prezzo (yen) |
| -------- | ------------ |
| 0 - 2 km | 120          |
| 3        | 130          |
| 4        | 160          |
| 5        | 170          |
| 6        | 190          |

※Al momento non è tuttavia possibile acquistare i biglietti da 170 yen in quanto alla chilometrica corrispondente non è al momento presente una stazione, in attesa di essere realizzata.